# Pamel
Pamel est une section de la commune belge de Roosdaal située en Région flamande dans la province du Brabant flamand. C'était une commune à part entière avant la fusion des communes de 1965.

## Démographie

### Évolution démographique
- Sources : INS, Rem. : 1831 jusqu'en 1961 = recensements[2].

|  | Ce blason est celui de la famille d'Oignies, seigneurs du village de Pamel au XVIIe siècle et au XVIIIe siècle. Blasonnement : De sinople à la fasce d'hermine. - Arrêté royal : 27 décembre 1910 Source du blasonnement : Blason de Pamel sur le site Heraldry-wiki.com |